# Sherlock (EP)
《Sherlock》은 대한민국의 5인조 남성 그룹 샤이니의 네 번째 EP 음반이다. 2012년 3월 19일 음원이 공개되었으며, 음반은 대한민국에서 이틀 뒤인 3월 21일 발매하였다. 2012년 3월, 135,370장이 판매되며 그 달에 가장 많이 판매된 음반이 되었으며, 타이틀곡 〈Sherlock·셜록 (Clue+Note)〉은 각종 음악 차트와 디지털 차트, 다운로드 차트에서 5주 연속 1위를 기록하였다. 2012년 3월 27일, 빌보드 주간 히트시커즈 음반 차트에서 10위, 빌보드 세계 음반 차트에서는 5위를 기록하였다. 2012년 말에는 한터 어워드에서 국내 음반 부문 4위를 기록하였다.

## 구성
음반은 총 일곱 곡으로 구성되어 있다. 선두 싱글이자 타이틀곡인 〈Sherlock·셜록 (Clue+Note)〉은 하이브리드 리믹스로, 음반에 함께 수록된 〈Clue〉와 〈Note〉를 한 곡으로 리믹스한 것이다. 〈Sherlock〉의 가사에는 음악의 구성과 제목에 걸맞게 하나의 범죄 사건을 배경으로 현장의 증거들을 통해 범죄를 입증하려는 이성적인 추리(Clue)와 노트(Note)에 담긴 감성적인 직감이 합쳐져 사건을 해결하는 셜록에 대한 내용을 담아, 서로 다른 두 개의 가사가 하나로 이어지도록 하였다. 〈Sherlock〉의 뮤직 비디오와 공연에 등장하는 안무는 카일리 미노그, 자넷 잭슨의 안무가로 활동했던 토니 테스타가 담당하였다.
〈늘 그 자리에 (Honesty)〉, 〈알람시계 (Alarm Clock)〉의 작사는 리드보컬 종현이, 랩메이킹은 래퍼 민호가 담당하였는데, 각각 팬에게 바치는 고마움의 표현과 실연의 악몽에서 깨어나기를 바라는 내용을 담고 있다. 또한, 음반에 포함된 〈낯선자 (Stranger)〉는 한국과 중국, 일본의 합작 드라마인 《Strangers6》의 메인 테마곡으로, 일본 데뷔 첫 번째 정규 음반인 《The First》의 보너스 트랙에 수록되었던 노래를 번안한 것이다.

## 프로모션과 반응

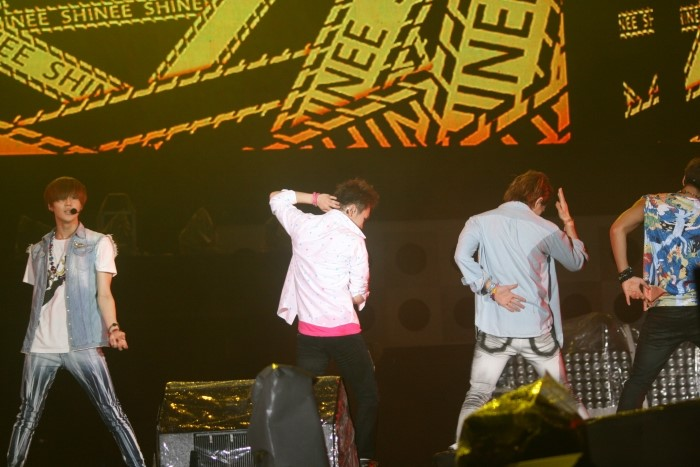
2012년 7월 13일 여수 엑스포에서 〈Sherlock〉 공연 중의 샤이니

〈Hello〉가 발매된지 1년 6개월이 지난 후, 샤이니는 네 번째 미니 앨범 《Sherlock》을 발표하며 컴백을 알렸다. SM 엔터테인먼트는 "월드 클래스급으로 음악, 퍼포먼스, 스타일 등 모든 부분에서 최고의 퀄리티를 자랑한다"고 밝히며, 음반이 "멤버들의 한층 발전된 가창력과 개성있는 보컬을 만날 수 있는 다양한 장르의 곡들로 구성"되어 있다고 언급하였다. 2012년 3월 8일, 민호를 시작으로 멤버들의 티저 사진이 공개되었으며, 2012년 3월 12일 종현의 사진이 마지막으로 공개되었다. 2012년 3월 18일에는 《Sherlock》의 뮤직 비디오 티저가 SM 엔터테인먼트의 유튜브 채널을 통해 공개되었다.
2012년 3월 19일, 《Sherlock》의 디지털 음원이 아이튠즈를 비롯한 다양한 음원 사이트를 통해 온라인으로 공개되었다. 음반이 발매된 후, 타이틀곡 〈Sherlock〉이 각종 음원 차트에서 실시간 1위를 기록하였고, 계속해서 1위를 유지하였다. 미국, 캐나다, 영국, 프랑스와 같은 세계 음악 차트에서도 많은 주목을 받았으며, 아이튠즈 음반 차트에서는 8위를 달성하였다. 국가별 아이튠즈 차트에서는 일본에서 1위, 스웨덴에서 6위, 캐나다와 멕시코에서 9위를 기록하였다.
《Sherlock》의 음반은 대한민국에서 2012년 3월 21일 발매되었다. 2012년 3월 22일에는 타이틀곡 〈Sherlock〉의 뮤직 비디오가 SM 엔터테인먼트의 유튜브 채널을 통해 공개되었으며, 같은 날 엠넷의 《M! Countdown》을 통해 〈Stranger〉와 〈Sherlock〉을 공연하면서 첫 컴백 무대를 가졌다.
《Sherlock》은 2012년 3월 한 달동안 135,370장이 판매되었다.

## 트랙 리스트
| #            | 제목                          | 작사         | 작곡                                                                                  | 편곡                                                                                  | 재생 시간 |
| ------------ | ----------------------------- | ------------ | ------------------------------------------------------------------------------------- | ------------------------------------------------------------------------------------- | --------- |
| 1.           | 〈Sherlock·셜록 (Clue+Note)〉 | 조윤경       | Thomas Troelsen , Rufio Sandilands , Rocky Morris , Thomas Eriksen                    | Thomas Troelsen , Rufio Sandilands , Rocky Morris , Thomas Eriksen                    | 3:57      |
| 2.           | 〈Clue〉                      | 조윤경       | Thomas Troelsen , Thomas Eriksen                                                      | Thomas Troelsen , Thomas Eriksen                                                      | 3:37      |
| 3.           | 〈Note〉                      | 조윤경       | Thomas Troelsen , Rufio Sandilands , Rocky Morris                                     | Thomas Troelsen , Rufio Sandilands , Rocky Morris                                     | 2:45      |
| 4.           | 〈알람시계 (Alarm Clock)〉    | 종현         | Niara Arain Scarlett , Philippe-Marc Anquetil , Chris Lee-Joe , Iain James Farqharson | Niara Arain Scarlett , Philippe-Marc Anquetil , Chris Lee-Joe , Iain James Farqharson | 3:59      |
| 5.           | 〈The Reason〉                | 곽소영       | 심은지                                                                                | 유한진                                                                                | 4:16      |
| 6.           | 〈낯선자 (Stranger)〉         | 김정배       | 켄지                                                                                  | 켄지                                                                                  | 3:12      |
| 7.           | 〈늘 그 자리에 (Honesty)〉    | 종현         | Brandon Fraley                                                                        | Brandon Fraley                                                                        | 3:51      |
| 총 재생 시간 | 총 재생 시간                  | 총 재생 시간 | 총 재생 시간                                                                          | 총 재생 시간                                                                          | 25:37     |

## 차트
| 국가     | 차트                         | 최고 순위 |
| -------- | ---------------------------- | --------- |
| 대한민국 | 가온 주간 앨범 차트          | 1         |
| 대한민국 | 가온 주간 국내 앨범 차트     | 1         |
| 대한민국 | 가온 디지털 차트             | 1         |
| 대한민국 | 가온 월간 앨범 차트          | 1         |
| 대한민국 | 가온 연간 앨범 차트          | 5         |
| 대한민국 | K-Pop 빌보드 주간 싱글       | 3         |
| 대한민국 | 한터 실시간 차트             | 1         |
| 대한민국 | 한터 일간 차트               | 1         |
| 대한민국 | 한터 주간 차트               | 1         |
| 대한민국 | 한터 월간 차트               | 1         |
| 일본     | 오리콘 앨범 차트             | 13        |
| 타이완   | 채널 V 타이 아시안 차트      | 1         |
| 타이완   | G-뮤직 아시아 차트           | 1         |
| 타이완   | 타이완 KKBOX K-Pop 일간 차트 | 13        |
| 타이완   | 타이완 KKBOX K-Pop 주간 차트 | 19        |
| 타이완   | 타이완 KKBOX K-Pop 월간 차트 | 25        |
| 타이완   | G-뮤직 콤보 차트             | 3         |
| 필리핀   | 아스트로비전 주간 앨범 차트  | 4         |
| 필리핀   | 오디세이 주간 앨범 차트      | 9         |
| 홍콩     | KKBOX K-Pop 일간 앨범 차트   | 5         |
| 홍콩     | KKBOX K-Pop 주간 앨범 차트   | 6         |
| 미국     | 빌보드 월드 앨범             | 5         |
| 미국     | 빌보드 히트시커              | 10        |

| "Sherlock·셜록 (Clue+Note)" | 1 | 3 | 2 |

| "Note"                   | 18 | 49 |
| "알람시계 (Alarm Clock)" | 23 | 51 |
| "Clue"                   | 24 | 53 |
| "늘 그 자리에 (Honesty)" | 26 | 55 |
| "낯선 자 (Stranger)"     | 27 | 63 |
| "The Reason"             | 31 | 66 |